# Bridgeport (Kalifornija)
Bridgeport je naseljeno područje za statističke svrhe u američkoj saveznoj državi Kalifornija. Prema popisu stanovništva iz 2010. u njemu je živjelo 575 stanovnika.